# Phetchaburi
Phetchaburi (em tailandês:  เพชรบุรี (pronúncia)), também conhecida por Phetburi, é uma cidade (thesaban mueang) na região central da Tailândia, capital da província de Phetchaburi. Em tailandês, Phetchaburi significa cidade de diamantes (buri significa cidade em sânscrito). Está localizada a aproximadamente 160 quilômetros ao sul de Bangkok, no extremo norte da península da Tailândia. Em 2005, a cidade tinha uma população de 26.181 habitantes e abrangia os dois tambon: Tha Rap e Khlong Krachaeng.
O rio Phetchaburi divide a cidade em duas partes. A região é predominantemente plana, com exceção de um morro (chamado de Khao Wang) na periferia da cidade. O palácio real Phra Nakhon Khiri e uma das muitas construções situadas no topo do Khao Wang. O morro e a cidade são palco de um festival anual, conhecido por Festival Phra Nakhon Khiri. Tem a duração de oito dias no início de fevereiro e inclui um espectáculo de som e luz e dança tailandesa clássica.
A flor oficial da cidade é a leelowadee ou frangipani.
Phetchaburi é conhecida por suas tradicionais sobremesas tailandesas.  A mais conhecida é uma sobremesa de creme chamada Khanom Mor Gaeng. Outras sobremesas populares são thong yip, thong yod, e foi thong, todas de influência portuguesa.

## Educação
Phetchaburi tem inúmeras escolas públicas e particulares. Várias têm programas de língua inglesa ministradas por falantes nativos de inglês para preparar alunos para o ensino superior. Algumas das escolas mais conhecidas são: Prommanusorn School, escola Benjamaputit Mattayom. Escola Wat Don Kaitia prathom e escola Arunpradit prathom/mattayom. Há também várias universidades, incluindo a Universidade Phetchaburi Ratchabat.

## A vida em Phetchaburi
A maioria dos moradores são nascidos em Phetchaburi ou em áreas vizinhas. Uma pequena minoria de estrangeiros trabalha como professores em diversas escolas prathom e mattayom. Porém, Phetchaburi é uma cidade predominantemente agrícola com inúmeras fazendas. As pessoas de Phetchaburi trabalham em uma variedade de profissões relacionadas com a agricultura, tais como agricultores, fruticultores, criadores de gado e fornecedores de produtos agrícolas.

## Lazer
Os habitantes de Phetchaburi se envolvem em uma variedade de atividades recreativas. A pesca no rio Phetchaburi é bastante popular. Os jovens podem ser vistos jogando futebol bem como praticando o esporte tradicional tailandês, o sepaktakraw. Os adultos e suas famílias viajam para Bangkok, para fazer compras ou visitar os templos. O idoso pode ser visto jogando xadrez e outros jogos de tabuleiro na beira do rio.
Cha-am é uma popular estância balneária para os moradores de Phetchaburi, bem como para turistas de Bangkok e áreas vizinhas.

## Transportes
Na cidade propriamente dita, o principal modo de transporte é por veículos automotores, sendo as motonetas, o mais popular. Os automóveis são a segunda forma principal de transporte. Os moradores também viajam por motocicletas de aluguel.